# Aruba
Aruba (pronunție neerlandeză: /aˈruba/) este o insulă și un teritoriu dependent (180 km², 105.000 locuitori, capitală Oranjestad) făcând parte din Regatul Țărilor de Jos în America centrală caraibeană.
Situată în Marea Caraibelor puțin la nord de peninsula Paraguaná (Venezuela), este o insulă de mică altitudine și aridă.  Economia bazată pe rafinăriile de petrol, a fost recent diversificată prin sectoarele turism și finanțe off shore.
Aruba a făcut parte din Antilele Neerlandeze, de care s-a separat la 1 ianuarie 1986.
Era prevăzută obținerea independeței în 1996, dar tranziția a fost oprită în 1994 printr-un acord între guvernele Țărilor de Jos, Arubei și Antilelor Neerlandeze.

## Personalități marcante
- Bobby Farrell, cântăreț
- Croes Broes artists ( Gilmher Croes & Jay Croes .t